# Gunnar Gíslason
Gunnar Gíslason (ur. 4 stycznia 1961 w Akureyri) – islandzki piłkarz, w trakcie kariery występujący na pozycji obrońcy. Grał m.in. w niemieckim klubie VfL Osnabrück i szwedzkim BK Häcken. W reprezentacji Islandii zadebiutował w 1982 roku. W latach 1982–1991 rozegrał w niej 50 meczów, w których zdobył trzy bramki.